# فیلم‌شناسی اولیور هاردی

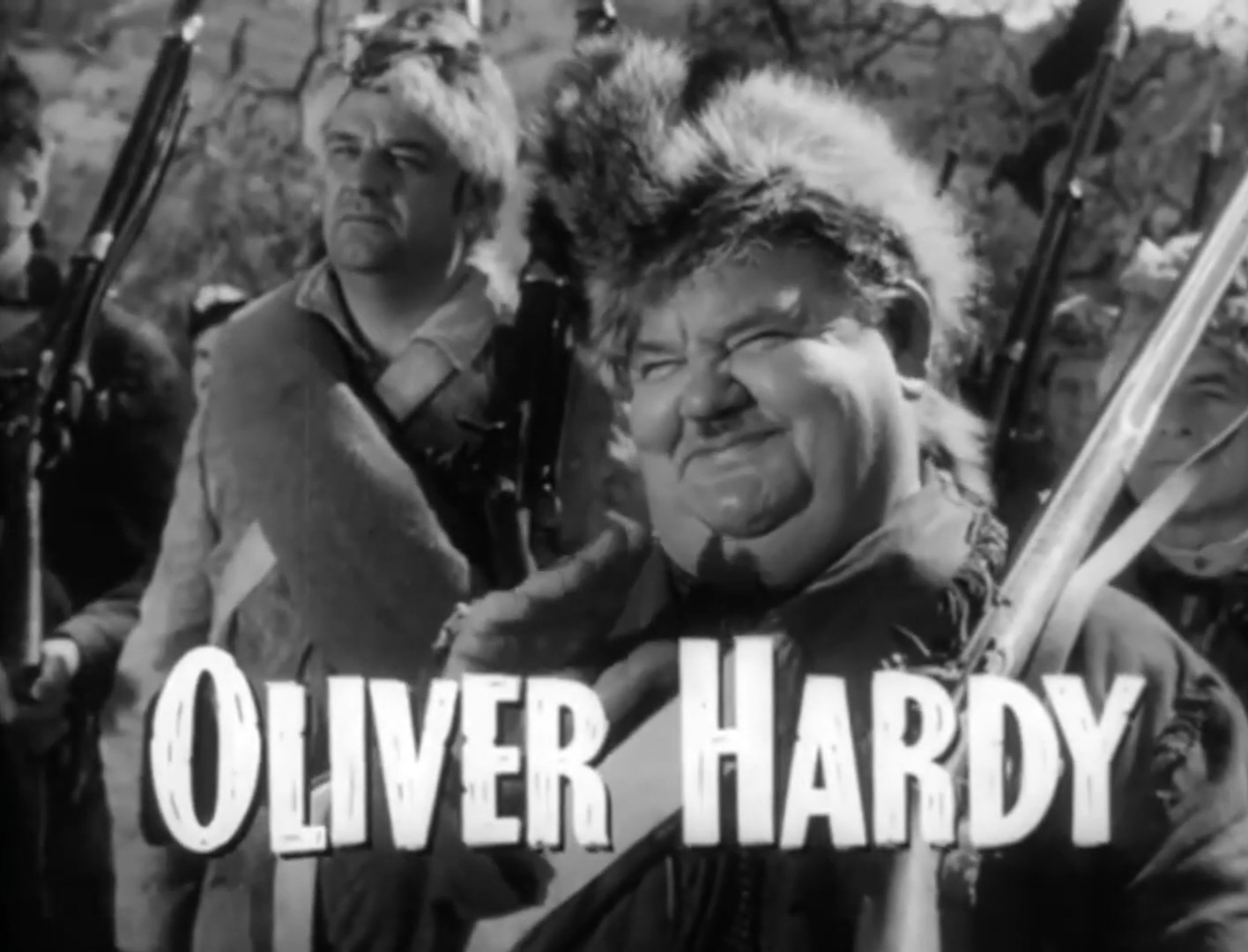
فیلم مبارز اهل کنتاکی (۱۹۴۹)

در جدول زیر فیلم‌هایی که اولیور هاردی بدون استن لورل در آنها نقش‌آفرینی نموده، آمده‌است. برای فیلم‌های مشترک لورل و هاردی، فیلم‌شناسی لورل و هاردی را ببینید.
| سال  | نام فیلم                                | نقش                                      | کارگردان           | توضیح                                                     |
| ---- | --------------------------------------- | ---------------------------------------- | ------------------ | --------------------------------------------------------- |
| ۱۹۱۴ | بابای زرنگ                              | رجی کیوپ                                 | آرتور هاتلینگ      | فیلم کوتاه؛ با نام او.ان. هاردی                           |
| ۱۹۱۴ | جشن تولد کیسی                           | پاسبان                                   |                    | فیلم کوتاه                                                |
| ۱۹۱۴ | افروختن یک آتش                          | پاسبان                                   |                    | فیلم کوتاه                                                |
| ۱۹۱۴ | او برنده یک مزرعه شد                    | کابوی                                    |                    | فیلم کوتاه                                                |
| ۱۹۱۴ | کابوی‌های خاص                            | کابوی                                    | آرتور هاتلینگ      | فیلم کوتاه                                                |
| ۱۹۱۴ | به‌خاطر دو سنجاق سینه                    | پاسبان                                   | آرتور هاتلینگ      | فیلم کوتاه                                                |
| ۱۹۱۴ | یک سوگنامه تانگو                        | جوان در حال رقص                          |                    | فیلم کوتاه                                                |
| ۱۹۱۴ | عاشقانه‌ای در بروئری‌تاون                 | کاسیدی / پلیس                            | فرانک گریفین       | فیلم کوتاه                                                |
| ۱۹۱۴ | پلیس زن                                 | بوب کاپ                                  | جرالد تی. هونر     | فیلم کوتاه                                                |
| ۱۹۱۴ | شراب سیب عالی                           | هیرام                                    | جان ای. مورفی      | فیلم کوتاه                                                |
| ۱۹۱۴ | تا ابد برافراشته باد                    | پادشاه                                   | جان ای. مورفی      | فیلم کوتاه                                                |
| ۱۹۱۴ | رئیس کیه؟                               |                                          |                    | فیلم کوتاه                                                |
| ۱۹۱۴ | بهبودی ناگهانی‌اش                        | آفای جونز                                |                    | فیلم کوتاه                                                |
| ۱۹۱۴ | عروس ربوده‌شده                           | دانیل کاسیدی                             | فرانک گریفین       | فیلم کوتاه                                                |
| ۱۹۱۴ | کرم‌ها حمله خواهند کرد                   | پاسبان                                   | فرانک گریفین       | فیلم کوتاه                                                |
| ۱۹۱۴ | ترقی خانواده جانسون                     | بقال                                     | جان ای. مورفی      | فیلم کوتاه؛ با نام اولیور هاردی                           |
| ۱۹۱۴ | او کار می‌خواست                          | سرکارگر                                  |                    | فیلم کوتاه                                                |
| ۱۹۱۴ | بازگشت به مزرعه                         | تام                                      | آرتور هاتلینگ      | فیلم کوتاه                                                |
| ۱۹۱۴ | آنان قایقی خریدند                       | پادو                                     |                    | فیلم کوتاه                                                |
| ۱۹۱۴ | خوشامدگویی به عمه                       | شاگرد بقال                               | ویل لوئیس          | فیلم کوتاه                                                |
| ۱۹۱۴ | هشدار سبز                               | ملیک                                     | فرانک گریفین       | فیلم کوتاه؛ با نام او.ان. هاردی                           |
| ۱۹۱۴ | هرگز خیلی پیر نیست                      | فیل                                      | جان ای. مورفی      | فیلم کوتاه                                                |
| ۱۹۱۴ | ماجرای یک ابله                          | پلیس راهنمایی و رانندگی                  | فرانک گریفین       | فیلم کوتاه                                                |
| ۱۹۱۴ | سنجاق شانس میاره                        | پیتر پلتون                               | فرانک گریفین       | فیلم کوتاه؛ با نام او.ان. هاردی                           |
| ۱۹۱۴ | جیمز حسود                               | شاگرد بقال                               |                    | فیلم کوتاه                                                |
| ۱۹۱۴ | وقتی بازیگر ناشی بازمی‌گردد              | متصدی بار                                | فرانک گریفین       | فیلم کوتاه                                                |
| ۱۹۱۴ | دختر قاچاقچی                            | پدر گوندلین                              | جرالد تی. هونر     | فیلم کوتاه                                                |
| ۱۹۱۴ | عشق، دلیل ازدواج او بود                 | یک ناظر                                  |                    | فیلم کوتاه                                                |
| ۱۹۱۴ | ساده‌لوح و ندیمه                         | فرد                                      | جرالد تی. هونر     | فیلم کوتاه                                                |
| ۱۹۱۴ | ربودن کودک                              | خپل                                      | جان ای. مورفی      | فیلم کوتاه                                                |
| ۱۹۱۴ | شرافت پلیس                              | ویلی گلد                                 | فرانک گریفین       | فیلم کوتاه                                                |
| ۱۹۱۴ | منظور، آن دیگری بود                     | کیوتی- خواهر بزرگ چیف                    | آرتور هاتلینگ      | فیلم کوتاه                                                |
| ۱۹۱۴ | بابای همشون                             | پیتسهایمر                                |                    | فیلم کوتاه                                                |
| ۱۹۱۴ | پسرک مادر                               | پرسیوال پیلکینس                          |                    | فیلم کوتاه                                                |
| ۱۹۱۴ | ارثیه دخترک خدمتکار                     | سای                                      | آرتور هاتلینگ      | فیلم کوتاه                                                |
| ۱۹۱۴ | او شلوارش را می‌خواست                    | پلیس                                     |                    | فیلم کوتاه                                                |
| ۱۹۱۴ | پپه‌ها در ساحل                           | مگی هکلا                                 | فرانک گریفین       | فیلم کوتاه                                                |
| ۱۹۱۴ | درمان با هوای تازه                      | موریس سیلورستاین                         |                    | فیلم کوتاه                                                |
| ۱۹۱۴ | لباس ژنده ویلی درمانده                  | کارمند هتل                               |                    | فیلم کوتاه                                                |
| ۱۹۱۵ | ولگردها                                 |                                          |                    |                                                           |
| ۱۹۱۵ | خاله چارلی                              |                                          |                    | فیلم کوتاه                                                |
| ۱۹۱۵ | آنچه فراموش کرد                         |                                          | جرالد تی. هونر     | فیلم کوتاه                                                |
| ۱۹۱۵ | آن‌ها شبیه به هم بودند                   | عابر پیاده                               | فرانک گریفین       | فیلم کوتاه                                                |
| ۱۹۱۵ | اسپاگتی با مد روز                       |                                          | ویل لوئیس          |                                                           |
| ۱۹۱۵ | گاس و آشوب‌طلبان                         | تام دِرِک                                  | جان ای. مورفی      | فیلم کوتاه                                                |
| ۱۹۱۵ | هدف کوپیدو                              | باب                                      | جرالد تی. هونر     | فیلم کوتاه                                                |
| ۱۹۱۵ | خیاط نابکار                             | پاسبان                                   | ویلارد لوئیس       | فیلم کوتاه                                                |
| ۱۹۱۵ | بچه برنده                               | بیل                                      | جرالد تی. هونر     | فیلم کوتاه                                                |
| ۱۹۱۵ | دیدار پرهزینه                           | جک                                       | ویلارد لوئیس       | فیلم کوتاه؛ با نام اولیور هاردی                           |
| ۱۹۱۵ | زمان خانه‌تکانی                          | جان هرینگبون                             | ویل لوئیس          | فیلم کوتاه                                                |
| ۱۹۱۵ | آپارتمان‌های قاتی پاتی                   | باب وایت                                 | ویلارد لوئیس       | فیلم کوتاه؛ با نام اولیور                                 |
| ۱۹۱۵ | ایمنی افتضاح                            | بیل جون                                  | جرالد تی. هونر     | فیلم کوتاه                                                |
| ۱۹۱۵ | خواهر دوقلو                             | بیل بولت - شوهر                          | آرتور هاتلینگ      | فیلم کوتاه؛ با نام اولیور هاردی                           |
| ۱۹۱۵ | چه کسی هات‌داگ‌ها را دزدید؟               | مورفی، پلیس                              |                    | فیلم کوتاه؛ با نام اولیور هاردی                           |
| ۱۹۱۵ | نوزاد                                   |                                          | هری مایرز          | فیلم کوتاه                                                |
| ۱۹۱۵ | رویارویی موفقیت‌آمیز                     | بیل مایرز                                | آرتور هاتلینگ      | فیلم کوتاه؛ با نام اولیور هاردی                           |
| ۱۹۱۵ | ارثیه متیلدا                            | فتی وایت                                 | آرتور هاتلینگ      | فیلم کوتاه؛ با نام اولیور هاردی                           |
| ۱۹۱۵ | دستگیری بد بیل                          | عضو گروه مسلح                            |                    | فیلم کوتاه                                                |
| ۱۹۱۵ | انتخاب او                               |                                          | آلبرت جی. پرایس    | فیلم کوتاه                                                |
| ۱۹۱۵ | غول آدم‌خوار                             | ویلی                                     | فرانک گریفین       | فیلم کوتاه                                                |
| ۱۹۱۵ | شاید تو باشی                            | پل سیمونس                                | ویل لوئیس          | فیلم کوتاه؛ با نام او.ان. هاردی                           |
| ۱۹۱۵ | چه کار آسانی                            | رئیس پلیس مایرز                          | ویل لوئیس          | فیلم کوتاه                                                |
| ۱۹۱۵ | بچه بیچاره                              | عشق ماتیدا                               | ویل لوئیس          | فیلم کوتاه؛ با نام او.ان. هاردی                           |
| ۱۹۱۵ | تعداد ناکافی پلیس                       | عضو شورای شهر                            | ویل لوئیس          | فیلم کوتاه؛ با نام او.ان. هاردی                           |
| ۱۹۱۵ | نامه غیرقابل تحویل                      | ماتئو                                    | ویل لوئیس          | فیلم کوتاه؛ با نام بیب هاردی                              |
| ۱۹۱۵ | و همین لباس زیباست                      | راستوس                                   | ویل لوئیس          | فیلم کوتاه؛ با نام او.ان. هاردی                           |
| ۱۹۱۵ | کلاه جن‌زده                              |                                          | ویل لوئیس          | فیلم کوتاه                                                |
| ۱۹۱۵ | کین‌خواهی برای تام                       | بیل، پسر بقال                            | جان ای. مورفی      | فیلم کوتاه                                                |
| ۱۹۱۵ | هالو و دانشجوهای سال دوم                | پروفسور آرم استرانگ                      | ویل لوئیس          | فیلم کوتاه؛ با نام او.ان. هاردی                           |
| ۱۹۱۵ | روزهای مدرسه پسرک                       | آیکی آیکستاین                            | ویل لوئیس          | فیلم کوتاه                                                |
| ۱۹۱۵ | ماجراهای جدید جی. روفوس والینگفورد      |                                          | تئودور وارتون      | فیلم کوتاه                                                |
| ۱۹۱۵ | عاشقان اتل                              | جیک استیمپسون                            | ادوین میدلتون      | فیلم کوتاه                                                |
| ۱۹۱۵ | سرگرمی مرگبار فتی                       | فتی                                      |                    | فیلم کوتاه                                                |
| ۱۹۱۵ | ساعت‌ساز دیوانه                          |                                          | جرالد تی. هونر     | فیلم کوتاه                                                |
| ۱۹۱۵ | چیزی در چشمانش                          | بقال                                     |                    | فیلم کوتاه                                                |
| ۱۹۱۵ | شکارچیان نیمه‌شب                         |                                          | والتر استال        | فیلم کوتاه                                                |
| ۱۹۱۵ | خشک‌شویی                                 |                                          | والتر استال        | فیلم کوتاه                                                |
| ۱۹۱۵ | عشق، فلفل و شیرینی                      | فتی                                      | والتر استال        | فیلم کوتاه                                                |
| ۱۹۱۵ | شغل مسرت‌بخش سرایدار                     | ملیندا روسو                              |                    | فیلم کوتاه                                                |
| ۱۹۱۵ | هارمونی سرکوب‌شده                        |                                          | والتر استال        | فیلم کوتاه                                                |
| ۱۹۱۵ | شهریاران سرعت                           |                                          | والتر استال        | فیلم کوتاه                                                |
| ۱۹۱۵ | درهم‌ریخته و ترمیم‌شده                    |                                          | والتر استال        | فیلم کوتاه                                                |
| ۱۹۱۵ | فراز و نشیب‌ها                           | شیفتی مایک                               | والتر استال        | فیلم کوتاه                                                |
| ۱۹۱۶ | بچه سالم و پرانرژی                      |                                          |                    |                                                           |
| ۱۹۱۶ | خروجی اینجاست                           | پلامپ                                    | والتر استال        | فیلم کوتاه                                                |
| ۱۹۱۶ | مرغان                                   |                                          | والتر استال        | فیلم کوتاه                                                |
| ۱۹۱۶ | امور مالی آشفته                         |                                          | والتر استال        | فیلم کوتاه                                                |
| ۱۹۱۶ | یک زایمان خاص                           | پلامپ                                    | ویل لوئیس          | فیلم کوتاه                                                |
| ۱۹۱۶ | قلب‌های شکسته                            | پگی پلام                                 | والتر استال        | فیلم کوتاه                                                |
| ۱۹۱۶ | یک رویداد چسبناک                        | پلامپ                                    | ویل لوئیس          | فیلم کوتاه                                                |
| ۱۹۱۶ | روز بارانی بانگلس                       |                                          | اولیور هاردی       | فیلم کوتاه                                                |
| ۱۹۱۶ | یکی هم زیادی است                        | پلامپ                                    | ویل لوئیس          | فیلم کوتاه                                                |
| ۱۹۱۶ | بانگلس قانون را اجرا می‌کند              |                                          | اولیور هاردی       | فیلم کوتاه                                                |
| ۱۹۱۶ | سرناد                                   | پلامپ                                    | ویلارد لوئیس       | فیلم کوتاه                                                |
| ۱۹۱۶ | گریختن بانگلس با دلدار                  |                                          | اولیور هاردی       | فیلم کوتاه                                                |
| ۱۹۱۶ | جسارت و بنزین                           | پلامپ                                    | ویل لوئیس          | فیلم کوتاه                                                |
| ۱۹۱۶ | بانگلس شغلی پیدا می‌کند                  |                                          | اولیور هاردی       | فیلم کوتاه                                                |
| ۱۹۱۶ | تعطیلات آن‌ها                            | پلامپ                                    | ویل لوئیس          | فیلم کوتاه                                                |
| ۱۹۱۶ | پسرهای مامان                            | پلامپ                                    | ویل لوئیس          | فیلم کوتاه                                                |
| ۱۹۱۶ | کشمکش چندجانبه                          | پلامپ                                    | ویل لوئیس          | فیلم کوتاه                                                |
| ۱۹۱۶ | همه‌چیز برای یک دختر                     | پلامپ                                    | ویل لوئیس          | فیلم کوتاه                                                |
| ۱۹۱۶ | استخدام و اخراج                         |                                          | والتر استال        | فیلم کوتاه                                                |
| ۱۹۱۶ | یک بام و دو هوا نمیشه                   | آقای بوب پلامپ                           | ویل لوئیس          | فیلم کوتاه                                                |
| ۱۹۱۶ | دلیران                                  | پلامپ                                    | ویل لوئیس          | فیلم کوتاه                                                |
| ۱۹۱۶ | آب‌درمانی                                | پلامپ                                    | ویل لوئیس          | فیلم کوتاه                                                |
| ۱۹۱۶ | سی روز                                  | پلامپ                                    | ویل لوئیس          | فیلم کوتاه                                                |
| ۱۹۱۶ | بیبی دال                                | پلامپ                                    | ویل لوئیس          | فیلم کوتاه                                                |
| ۱۹۱۶ | دسیسه‌گران                               | پلامپ                                    | ویل لوئیس          | فیلم کوتاه                                                |
| ۱۹۱۶ | سگ‌های دریایی                            | پلامپ                                    | ویل لوئیس          | فیلم کوتاه                                                |
| ۱۹۱۶ | دل‌های مشتاق                             | پلامپ                                    | ویل لوئیس          | فیلم کوتاه                                                |
| ۱۹۱۶ | دیگر هرگز                               | پلامپ                                    | ویلارد لوئیس       | فیلم کوتاه                                                |
| ۱۹۱۶ | برنده بخت‌آزمایی                         |                                          | تئودور وارتون      |                                                           |
| ۱۹۱۶ | همسران                                  | پلامپ                                    | ویل لوئیس          | فیلم کوتاه                                                |
| ۱۹۱۶ | اختراع ادیسون باگ                       | رئیس آتش‌نشانی                            | جرالد تی. هونر     | فیلم کوتاه                                                |
| ۱۹۱۶ | ماجراهای مدرسه                          | پلامپ                                    | ویلارد لوئیس       | فیلم کوتاه                                                |
| ۱۹۱۶ | یک فاجعه وحشتناک                        | مارکوف                                   | جرالد تی. هونر     | فیلم کوتاه                                                |
| ۱۹۱۶ | اسپاگتی                                 | پلامپ                                    | ویل لوئیس          | فیلم کوتاه                                                |
| ۱۹۱۶ | خاله بیل                                | پلامپ                                    | ویل لوئیس          | فیلم کوتاه                                                |
| ۱۹۱۶ | قهرمانان                                | پلامپ                                    | ویل لوئیس          | فیلم کوتاه                                                |
| ۱۹۱۶ | در پایکس‌ویل روی داد                     | جیگز                                     | جرالد تی. هونر     | فیلم کوتاه                                                |
| ۱۹۱۶ | سگ‌های انسان‌نما                          | پلامپ                                    | ویل لوئیس          | فیلم کوتاه                                                |
| ۱۹۱۶ | شوالیه‌های رؤیایی                        | پلامپ                                    | ویل لوئیس          | فیلم کوتاه                                                |
| ۱۹۱۶ | نجات‌غریق‌ها                              | پلامپ                                    | ویل لوئیس          | فیلم کوتاه                                                |
| ۱۹۱۶ | ماه عسل آن‌ها                            | پلامپ                                    | ویل لوئیس          | فیلم کوتاه                                                |
| ۱۹۱۶ | استخدام آزمایشی                         |                                          | والتر استال        | فیلم کوتاه                                                |
| ۱۹۱۶ | سواری لذت‌بخش هوایی                      | پلامپ                                    | ویل لوئیس          | فیلم کوتاه؛ با نام اولیور هاردی                           |
| ۱۹۱۶ | منحرف‌شده                                | پلامپ                                    | ویل لوئیس          | فیلم کوتاه                                                |
| ۱۹۱۶ | سرگردان                                 | پلامپ                                    | ویل لوئیس          | فیلم کوتاه                                                |
| ۱۹۱۶ | عشق و وظیفه                             | سرباز پلامپ                              | ویل لوئیس          | فیلم کوتاه                                                |
| ۱۹۱۶ | اصلاح‌طلبان                              | پلامپ                                    | ویل لوئیس          | فیلم کوتاه                                                |
| ۱۹۱۶ | اصل و نسب اشرافی                        | پلامپ                                    | ویل لوئیس          | فیلم کوتاه                                                |
| ۱۹۱۶ | در باغ سبز                              | پلامپ                                    | ویل لوئیس          | فیلم کوتاه                                                |
| ۱۹۱۶ | بسته گران‌بها                            | پلامپ                                    | ویلارد لوئیس       | فیلم کوتاه                                                |
| ۱۹۱۶ | خدمتکار سفارشی                          | پلامپ                                    | ویل لوئیس          | فیلم کوتاه                                                |
| ۱۹۱۶ | آپارتمان‌های همتا                        | بیب                                      |                    | فیلم کوتاه                                                |
| ۱۹۱۶ | یک ضیافت مطبوع                          | بیب                                      |                    | فیلم کوتاه                                                |
| ۱۹۱۶ | خیال‌های واهی                            | بیب                                      | ویل لوئیس          | فیلم کوتاه                                                |
| ۱۹۱۶ | فرزند مادر                              | بیب                                      | ویل لوئیس          | فیلم کوتاه                                                |
| ۱۹۱۶ | برندگان جایزه                           | بیب                                      |                    | فیلم کوتاه                                                |
| ۱۹۱۶ | اتل جاه‌طلب                              |                                          |                    | فیلم کوتاه                                                |
| ۱۹۱۶ | گناهکاران                               | بیب                                      | اولیور هاردی       | فیلم کوتاه                                                |
| ۱۹۱۶ | پلک زد و برنده شد                       | بیب                                      | اولیور هاردی       | فیلم کوتاه                                                |
| ۱۹۱۶ | رقت و بُرد                               |                                          |                    | فیلم کوتاه                                                |
| ۱۹۱۶ | چاق و بی‌وفا                             | بیب                                      | اولیور هاردی       | فیلم کوتاه                                                |
| ۱۹۱۷ | جستجوگران                               |                                          |                    | فیلم کوتاه                                                |
| ۱۹۱۷ | بچه طردشده                              | بیب                                      | اولیور هاردی       | فیلم کوتاه                                                |
| ۱۹۱۷ | عاشق‌پیشه‌ها                              | بیب                                      |                    | فیلم کوتاه                                                |
| ۱۹۱۷ | فروشنده لباس شیک زنانه                  |                                          |                    | فیلم کوتاه                                                |
| ۱۹۱۷ | نل کوچولو                               |                                          |                    | فیلم کوتاه                                                |
| ۱۹۱۷ | دختر دیگر                               | بیب                                      | اولیور هاردی       | فیلم کوتاه                                                |
| ۱۹۱۷ | آشفتگی در قلب‌های عاشق                   |                                          | اولیور هاردی       | فیلم کوتاه                                                |
| ۱۹۱۷ | تحت تعقیب به‌عنوان مردی شرور             |                                          |                    | فیلم کوتاه                                                |
| ۱۹۱۷ | پشت‌صحنه                                 |                                          | آروید ئی. گیلستورم | فیلم کوتاه                                                |
| ۱۹۱۷ | قهرمان                                  | رقیب قهرمان                              | آروید ئی. گیلستورم | فیلم کوتاه                                                |
| ۱۹۱۷ | دیوانگان خمیر                           | بیب، سرآشپز                              | آروید ئی. گیلستورم | فیلم کوتاه                                                |
| ۱۹۱۷ | رقیب کوپیدو                             | هنرمند فقیر                              | بیلی وست           | فیلم کوتاه                                                |
| ۱۹۱۷ | شرور                                    | بیب                                      | آروید ئی. گیلستورم | فیلم کوتاه                                                |
| ۱۹۱۷ | میلیونر                                 | مادرزن                                   | آروید ئی. گیلستورم | فیلم کوتاه                                                |
| ۱۹۱۷ | بز                                      | همسایه                                   | آروید ئی. گیلستورم | فیلم کوتاه                                                |
| ۱۹۱۷ | مأمور لباس‌شخصی                          | صاحبخانه                                 | آروید ئی. گیلستورم | فیلم کوتاه                                                |
| ۱۹۱۷ | سرآشپز                                  | بیب                                      | آروید ئی. گیلستورم | فیلم کوتاه                                                |
| ۱۹۱۷ | کندی کید                                |                                          | آروید ئی. گیلستورم | فیلم کوتاه                                                |
| ۱۹۱۷ | آس و پاس                                | هارولد                                   | آروید ئی. گیلستورم | فیلم کوتاه                                                |
| ۱۹۱۷ | مفت‌خور                                  |                                          | آروید ئی. گیلستورم | فیلم کوتاه                                                |
| ۱۹۱۷ | رهبر گروه نوازندگان                     |                                          | آروید ئی. گیلستورم | فیلم کوتاه                                                |
| ۱۹۱۷ | برده                                    | سلطان باختر                              | آروید ئی. گیلستورم | فیلم کوتاه؛ با نام اولیور هاردی                           |
| ۱۹۱۸ | بیگانه                                  | اولیور، سالن‌دار                          | آروید ئی. گیلستورم | فیلم کوتاه؛ با نام اولیور هاردی                           |
| ۱۹۱۸ | روز مرخصی او                            | اُلی                                      | آروید ئی. گیلستورم | فیلم کوتاه؛ با نام اولیور هاردی                           |
| ۱۹۱۸ | سرکش                                    | صاحب قهوه‌خانه                            | آروید ئی. گیلستورم | فیلم کوتاه                                                |
| ۱۹۱۸ | خدمتکار آسایشگاه                        |                                          | آروید ئی. گیلستورم | فیلم کوتاه                                                |
| ۱۹۱۸ | دانشمند                                 |                                          | آروید ئی. گیلستورم | فیلم کوتاه                                                |
| ۱۹۱۸ | پیام‌رسان                                |                                          | آروید ئی. گیلستورم | فیلم کوتاه                                                |
| ۱۹۱۸ | تعمیرکار                                |                                          | چارلی چیس          | فیلم کوتاه                                                |
| ۱۹۱۸ | صبح زود                                 | رئیس                                     | چارلی چیس          | فیلم کوتاه                                                |
| ۱۹۱۸ | صاف و صادق                              | هم‌سلولی سابق                             | چارلی چیس          | فیلم کوتاه                                                |
| ۱۹۱۸ | همبازی‌ها                                | کید                                      | چارلی چیس          | فیلم کوتاه                                                |
| ۱۹۱۸ | خوشگل‌های دچار دردسر                     |                                          | چارلی چیس          | فیلم کوتاه                                                |
| ۱۹۱۸ | اول تجارت، بعد صداقت                    | مرد کور                                  | چارلی چیس          | فیلم کوتاه                                                |
| ۱۹۱۸ | سلام دردسر                              | شوهر فداکار                              | چارلی چیس          | فیلم کوتاه                                                |
| ۱۹۱۸ | عشق بی دردسر                            | دکتر هرتس                                | چارلی چیس          | فیلم کوتاه                                                |
| ۱۹۱۸ | سلطان آشپزخانه                          | یک مشتری آلمانی                          | فرانک گریفین       | فیلم کوتاه                                                |
| ۱۹۱۸ | دوباره آمد                              | سر پیشخدمت                               | چارلی چیس          | فیلم کوتاه                                                |
| ۱۹۱۹ | ماهی خال‌دار                             | سولومون سوپ‌میت                           | جوزف لی براند      | فیلم کوتاه                                                |
| ۱۹۱۹ | یالله بجنب، پیشخدمت                     | سولومون سوپ                              | چارلز پروت         | فیلم کوتاه                                                |
| ۱۹۱۹ | کودن‌ها                                  | سرکارگر                                  |                    | فیلم کوتاه                                                |
| ۱۹۱۹ | شیران و بانوان                          |                                          | فرانک گریفین       | فیلم کوتاه                                                |
| ۱۹۱۹ | دل در گرو                               |                                          | چارلی چیس          | فیلم کوتاه                                                |
| ۱۹۱۹ | جاز و زندانیان                          | آی.ام. راف                               | جی.ای. هاو         | فیلم کوتاه                                                |
| ۱۹۱۹ | کله‌شق‌ها و رهن منزل                      | مرد قوی‌هیکل                              | جی.ای. هاو         | فیلم کوتاه                                                |
| ۱۹۱۹ | تامال و دختران نانجیب                   | مکزیکی قاتل                              | نوئل ام. اسمیت     | فیلم کوتاه                                                |
| ۱۹۱۹ | تندرست و شاد                            | دکتر                                     | نوئل ام. اسمیت     | فیلم کوتاه                                                |
| ۱۹۱۹ | خوش‌خیالی‌ها                              | مستر جیپر                                | گیلبرت پرت         | فیلم کوتاه                                                |
| ۱۹۱۹ | هالوها و یاوه‌سرایی‌هایشان                | مزدور                                    | نوئل ام. اسمیت     | فیلم کوتاه                                                |
| ۱۹۱۹ | مدل‌ها و همسران                          | هنرمند خل و چل                           | نوئل ام. اسمیت     | فیلم کوتاه                                                |
| ۱۹۱۹ | مراقبت ملال‌انگیز                        | سرایدار                                  | لری سمون           | فیلم کوتاه                                                |
| ۱۹۱۹ | خپله و کشمکش‌ها                          | رئیس                                     | نوئل ام. اسمیت     | فیلم کوتاه                                                |
| ۱۹۱۹ | ناشی‌ها و خرابکاری‌ها                     | اَل کی. هال                               | نوئل ام. اسمیت     | فیلم کوتاه                                                |
| ۱۹۱۹ | سرپیشخدمت                               | پلیس                                     | لری سمون           | فیلم کوتاه                                                |
| ۱۹۱۹ | دلبران و کلید انفجار                    |                                          | نوئل ام. اسمیت     | فیلم کوتاه                                                |
| ۱۹۲۰ | دندان‌پزشکان و بانوان                    |                                          | نوئل ام. اسمیت     | فیلم کوتاه                                                |
| ۱۹۲۰ | مستخدمه و پارچه کتانی                   | آفای یاردز                               | نوئل ام. اسمیت     | فیلم کوتاه                                                |
| ۱۹۲۰ | برد پرزحمت                              | صاحب‌خانه                                 | نوئل ام. اسمیت     | فیلم کوتاه                                                |
| ۱۹۲۰ | مشت و علوفه                             | پدر دختر                                 | جس رابینز          | فیلم کوتاه                                                |
| ۱۹۲۰ | عشق خالص                                | آقای پیبل فورد                           | ریچارد اسمیت       | فیلم کوتاه                                                |
| ۱۹۲۰ | کوتوله‌ها و رفقا                         | قلدر                                     | جس رابینز          | فیلم کوتاه                                                |
| ۱۹۲۰ | آنکه در پایان می‌خندد                    | های خوش‌تیپ                               | جس رابینز          | فیلم کوتاه                                                |
| ۱۹۲۰ | بهاران                                  | رئیس پلیس                                | جس رابینز          | فیلم کوتاه                                                |
| ۱۹۲۰ | طراح دکور                               | بیب، میلیونر                             | جس رابینز          | فیلم کوتاه                                                |
| ۱۹۲۰ | کارگر صحنه                              | یکی از حضار (نامش در عنوان‌بندی نیامده)   | نورمن تاروگ        | فیلم کوتاه؛ نامش در عنوان‌بندی نیامده                      |
| ۱۹۲۰ | ازدواج سفارشی                           | پدر                                      | چارلی چیس          | فیلم کوتاه                                                |
| ۱۹۲۰ | به‌دنبال دردسر                           | نگهبان کلوپ                              | جس رابینز          | فیلم کوتاه                                                |
| ۱۹۲۰ | روز یونس‌وار او                          | نجات غریق                                | جس رابینز          | فیلم کوتاه                                                |
| ۱۹۲۰ | حیاط خلوت                               | گردن‌کلفت                                 | جس رابینز          | فیلم کوتاه                                                |
| ۱۹۲۰ | بیگانه‌ای در دهکده                       | قهرمان گاوبازی                           | جس رابینز          | فیلم کوتاه                                                |
| ۱۹۲۱ | دردسر                                   | والروس                                   | جس رابینز          | فیلم کوتاه                                                |
| ۱۹۲۱ | کولاک                                   | سرایدار                                  | جس رابینز          | فیلم کوتاه                                                |
| ۱۹۲۱ | دکان نانوایی                            | سرکارگر                                  | نورمن تاروگ        | فیلم کوتاه                                                |
| ۱۹۲۱ | تحصیلدار                                | رئیس بزرگ                                | نورمن تاروگ        | فیلم کوتاه                                                |
| ۱۹۲۱ | گردشگر                                  | رهبر یاغی‌ها                              | جس رابینز          | فیلم کوتاه                                                |
| ۱۹۲۱ | بلاگردان                                | جنتلمن جو با نام مستعار بلک بارت         | نورمن تاروگ        | فیلم کوتاه                                                |
| ۱۹۲۱ | پیشخدمت                                 | مدیر هتل                                 | نورمن تاروگ        | فیلم کوتاه                                                |
| ۱۹۲۲ | کارگاه چوب‌بری                           | سرکارگر                                  | نورمن تاروگ        | فیلم کوتاه                                                |
| ۱۹۲۲ | نمایش                                   | مدیر صحنه / یکی از تماشاچی‌ها             | نورمن تاروگ        | فیلم کوتاه                                                |
| ۱۹۲۲ | یک جفت پادشاه                           | ژنرال آلارم                              | نورمن تاروگ        | فیلم کوتاه                                                |
| ۱۹۲۲ | گلف                                     | همسایه                                   | لری سمون           | فیلم کوتاه                                                |
| ۱۹۲۲ | نقاب سرنوشت                             |                                          | رابرت انسمینگر     |                                                           |
| ۱۹۲۲ | دخترک رام‌نشده                           |                                          | دیوید اسمیت        |                                                           |
| ۱۹۲۲ | مأمور اف‌بی‌آی                            | دان فاسیل‌اویل                            | لری سمون           | فیلم کوتاه                                                |
| ۱۹۲۲ | شاگرد فروشنده                           | گاستوت گیلیگان                           | لری سمون           | فیلم کوتاه                                                |
| ۱۹۲۳ | بدون ناقوس عروسی                        | پدر دختر                                 | لری سمون           | فیلم کوتاه                                                |
| ۱۹۲۳ | حیاط انبار                              | کارگر مزرعه                              | لری سمون           | فیلم کوتاه                                                |
| ۱۹۲۳ | کاباره نیمه‌شب                           | اولیور، خواستگار بی‌پروا                  | لری سمون           | فیلم کوتاه                                                |
| ۱۹۲۳ | فروشگاه لباس زنانه                      | مدیر فروشگاه                             | لری سمون           | فیلم کوتاه                                                |
| ۱۹۲۳ | عشق برق‌آسا                              | اولیور، یکی از خواستگارها                | لری سمون           | فیلم کوتاه                                                |
| ۱۹۲۳ | نعل اسب                                 | داینامایت دافی                           | لری سمون           | فیلم کوتاه                                                |
| ۱۹۲۴ | دردسرهای آبجوسازی                       | فروشنده مشروب قاچاق                      | لری سمون           | فیلم کوتاه                                                |
| ۱۹۲۴ | دختری در لیموزین                        |                                          | نوئل ام. اسمیت     |                                                           |
| ۱۹۲۴ | دوست پسرش                               | کیلر کید                                 | نوئل ام. اسمیت     | فیلم کوتاه؛ با نام اولیور ان. هاردی                       |
| ۱۹۲۴ | کید اسپید                               | دن مک‌گرای خطرناک                         | نوئل ام. اسمیت     | فیلم کوتاه؛ با نام اولیور ان. هاردی                       |
| ۱۹۲۵ | همین دور و برا باش                      | نصب‌کننده کاغذدیواری                      | وارد هیز           | فیلم کوتاه                                                |
| ۱۹۲۵ | آهای، تاکسی!                            | راننده تاکسی رقیب                        | تد برنستن          | فیلم کوتاه                                                |
| ۱۹۲۵ | جادوگر شهر از                           |                                          | لری سمون           |                                                           |
| ۱۹۲۵ | رقبای عشقی                              | رقیب                                     | وارد هیز           | فیلم کوتاه؛ با نام اولیور هاردی                           |
| ۱۹۲۵ | بابای ناآرام                            | برادر مانکن                              | جی.ای. هاو         | فیلم کوتاه                                                |
| ۱۹۲۵ | پرسه‌زنی                                 | مدیر سالن نمایش                          |                    | فیلم کوتاه؛ با نام اولیور هاردی                           |
| ۱۹۲۵ | زندگی ناگوار نیست؟                      | رمینگتون - باجناغ                        | لئو مک‌کری          | فیلم کوتاه                                                |
| ۱۹۲۵ | زود باش!                                | پیشخدمت                                  | تد برنستن          | فیلم کوتاه                                                |
| ۱۹۲۵ | خودت خیت شدی                            | ویلبرت پرکینز                            | رالف سیدر          | فیلم کوتاه؛ با نام اولیور هاردی                           |
| ۱۹۲۵ | آره، آره، نانت                          | عاشق پیشین نانت                          | استن لورل          | فیلم کوتاه                                                |
| ۱۹۲۵ | همگی ناموفق                             | رئیس                                     | رالف سیدر          | فیلم کوتاه                                                |
| ۱۹۲۵ | آیا لازم است ملوانان ازدواج کنند؟       | دکتر                                     | جس رابینز          | فیلم کوتاه؛ با نام اولیور هاردی                           |
| ۱۹۲۵ | دلقک تمام‌عیار                           |                                          | فرد سی. نیومیر     |                                                           |
| ۱۹۲۶ | درنگ کن، ببین و گوش کن                  |                                          | لری سمون           |                                                           |
| ۱۹۲۶ | یک ماه عسل واخورده                      | رانندهٔ تاکسی                             | لوئیس سایلر        | فیلم کوتاه                                                |
| ۱۹۲۶ | باباهای سرگردان                         | سرکارگر کمپ                              | استن لورل          | فیلم کوتاه                                                |
| ۱۹۲۶ | مادام میستری                            | کاپیتان اشمالتز                          | استن لورل          | فیلم کوتاه؛ با نام اولیور هاردی                           |
| ۱۹۲۶ | اینو به بچه‌ها بگو                       | هکتور – سرپرست فروشندگان                 | فرد گیول           | فیلم کوتاه                                                |
| ۱۹۲۶ | ماشین قراضه پادشاه به سلامت             | دستیار نخست‌وزیر                          | لئو مک‌کری          | فیلم کوتاه؛ با نام اولیور هاردی                           |
| ۱۹۲۶ | لباس رقص گاو                            |                                          | جیمز پروت          |                                                           |
| ۱۹۲۶ | گردباد ملایم                            |                                          | دبلیو. اس. ون دایک |                                                           |
| ۱۹۲۶ | کک‌های جنجال‌آفرین                        | افسر پلیس                                | رابرت اف. مک‌گاون   | فیلم کوتاه                                                |
| ۱۹۲۶ | و ناگهان عمه آمد                        | آقای وینس بلچر – شوهر نخست               | ریچارد والاس       | فیلم کوتاه؛ با نام اولیور هاردی                           |
| ۱۹۲۶ | مجنون چون روباه                         | قربانی چارلی (نامش در عنوان‌بندی نیامده)  | لئو مک‌کری          | فیلم کوتاه؛ نامش در عنوان‌بندی نیامده                      |
| ۱۹۲۶ | برومو و ژولیت                           | راننده ناکسی                             | لئو مک‌کری          | فیلم کوتاه؛ با نام اولیور هاردی                           |
| ۱۹۲۶ | مطابق سن خود رفتار کن                   | اسوالد شوارتزکوپل                        | لئو مک‌کری          | فیلم کوتاه                                                |
| ۱۹۲۶ | رقاص‌های پنج سنتی                        | نوازندهٔ درامز (نامش در عنوان‌بندی نیامده) | هال ییتس           | فیلم کوتاه؛ نامش در عنوان‌بندی نیامده                      |
| ۱۹۲۷ | همسران خیانتکار                         | پلیس                                     | فرد گیول           | فیلم کوتاه                                                |
| ۱۹۲۷ | آیا لازم است مردان پیاده به منزل بروند؟ | یکی از میهمانان در پانچ بال              | لئو مک‌کری          | فیلم کوتاه؛ با نام اولیور هاردی                           |
| ۱۹۲۷ | چرا دخترها جواب رد می‌دهند               | پاسبان                                   | لئو مک‌کری          | فیلم کوتاه؛ با نام اولیور هاردی؛ نامش در عنوان‌بندی نیامده |
| ۱۹۲۷ | آقای باگز محترم                         |                                          | فرد جکمن           |                                                           |
| ۱۹۲۷ | قانون هیچ‌کس                             |                                          | فرد جکمن           |                                                           |
| ۱۹۲۷ | دیوانه بازیگری                          | گوردون بگلی                              | ارل رادنی          | فیلم کوتاه؛ با نام اولیور هاردی                           |
| ۱۹۲۷ | دل‌های لرزان                             | بیل بزرگه                                | جیمز پروت          | فیلم کوتاه؛ با نام اولیور هاردی                           |
| ۱۹۲۷ | برادر کوچولو                            | مرد یخی                                  | رابرت ای. مک‌گاون   | فیلم کوتاه                                                |
| ۱۹۲۷ | عاشق‌شان باش و سیرشان کن                 | هپی هاپی                                 | کلاید براکمن       | فیلم کوتاه؛ با نام اولیور هاردی                           |
| ۱۹۲۸ | شرکت بارنوم و رینگلینگ                  | مست مبهوت                                | رابرت اف. مک‌گاون   | فیلم کوتاه                                                |
| ۱۹۳۹ | زنوبیا                                  |                                          | گوردون داگلاس      |                                                           |
| ۱۹۴۹ | مبارز اهل کنتاکی                        |                                          | جرج واگنر          |                                                           |

## نقش‌آفرینی‌های تأییدنشده
- مدل هنرمند (۱۹۱۶)
- کیت شرور (۱۹۱۷)
- سبیل فیلمی او (۱۹۱۷)
- کیت بد (۱۹۱۷)
- این اتاقم نیست (۱۹۱۷)
- رؤیای دست‌نیافتنی (۱۹۲۰)
- بانوی بی‌نقص (۱۹۲۴)
- شیرهای غران در خانه (۱۹۲۴)
- بانوان خندان (۱۹۲۵)
- معلولیت هالیوود (۱۹۳۸)
- سوارکاری در اوج (۱۹۵۰)